# Lijst van spelers van IFK Norrköping
Deze lijst omvat voetballers die bij de Zweedse voetbalclub IFK Norrköping spelen of gespeeld hebben. De spelers zijn alfabetisch gerangschikt.

## A
- Yaw Acheampong
- Enis Ahmetović
- Astrit Ajdarević
- Anders Alé
- Andreas Alm
- Mats Almgren
- Stefan Alvén
- Kevin Amuneke
- Søren Andersen
- Jonas Andersson
- Kennet Andersson
- Leif Andersson
- Lennart Andersson
- Martin Andersson
- Patrik Andersson
- Pelle Andersson
- Roland Andersson
- Thomas Andersson
- Kristoffer Arvhage
- Håkan Arvidsson
- Martin Åslund
- Sven Axbom

## B
- Lennart Backman
- Nuredin Bakiu
- Daniel Bamberg
- Dawid Banaczek
- Modou Barrow
- Wyn Belotte
- Lars Berglund
- Sven-Olof Bergman
- Göran Bergort
- Lars-Erik Bergstrand
- Kristian Bergström
- Curt Bernsten
- Fredrik Bild
- Harry Bild
- Bill Björklund
- Jonas Bjurström
- Per Blohm
- Bert-Ottar Blom
- Mikael Blomberg
- Nick Bosevski
- Tomas Brolin
- Marcin Burkhardt

## C
- Riki Cakic
- Bengt Carlsson
- Lennart Carlsson
- Gentrit Citaku

## D
- Andreas Dahlén
- Inge Danielsson
- Eirik Dybendal
- Ranko Đorđić

## E
- Per-Olof Eek
- Jörgen Ekengren
- Georg Ericson
- Krister Ericsson
- Jan Eriksson
- Lasse Eriksson
- Lennart Eriksson
- Ragnar Eriksson
- Tomas Erixon
- Hans Eskilsson

## F
- Marcus Falk-Olander
- Mattias Flodström
- Mathias Florén
- Håkan Forsberg
- Sebastian Francisko
- Alexander Fransson
- Björn Franzén
- Tor-Arne Fredheim
- Eine Fredriksson
- James Frempong
- Bobbie Friberg da Cruz

## G
- Pierre Gallo
- Lars Gerson
- Mikael Granskog
- Mathias Gravem
- Léandre Griffit
- Gunnar Gunnarsson
- Garðar Gunnlaugsson
- Gürhan Gürsoy
- Eddie Gustafsson
- Magnus Gustafsson
- Bengt Gustavsson
- Stig Gustavsson
- Thomas Gustavsson

## H
- Andreas Hadenius
- Andreas Haglund
- Olle Håkansson
- Mikael Hansson
- Shpetim Hasani
- Abbas Hassan
- Jan Hedén
- Gert Hellberg
- Jan Hellström
- Sven-Evert Hesselgren
- Janne Hietanen
- Erik Holmqvist
- Leif Holmqvist
- Lennart Holmqvist
- Oskar Holmqvist
- Göran Holter
- Per-Mathias Høgmo
- Christer Hult
- Ulf Hultberg
- David Hulterström

## I
- Armando Ibrakovic

## J
- Dime Jankulovski
- Erik Jansson
- Jan Jansson
- Ulf Jansson
- Åke Johansson
- Andreas Johansson
- Marcus Johansson
- Mats Johansson
- Torsten Johansson
- Jan-Åke Jonsson
- Lukas Jonsson
- Magnus Jonsson
- Patrik Jönsson
- Torbjörn Jonsson

## K
- Abderrahman Kabous
- Jan Kalén
- Henry Källgren
- Alhaji Kamara
- Vladimir Karalić
- Magnus Karlsson
- Patric Karlsson
- Peter Karlsson
- Einar Karlsson-Rönnskär
- Imad Khalili
- Isaac Kiese Thelin
- Niclas Kindvall
- Ove Kindvall
- Adnan Kojic
- Milos Kolakovic
- Birkir Kristinsson
- Emir Kujović
- Evgeniy Kuznetsov

## L
- Bo La Fleur
- Bo Lagerlund
- Haris Laitinen
- Håkan Larsson
- Hans Larsson
- Jordan Larsson
- Dick Last
- Rawez Lawan
- Nils Liedholm
- Peter Liljedahl
- Jonas Lind
- Rune Lind
- Andreas Lindberg
- Torsten Lindberg
- Mikael Lindskog
- Bengt Lindström
- Gösta Löfgren
- Birger Lönn
- Oliver Lönn
- Peter Lönn
- Kurt Lövgren
- Kent Lundqvist
- Håkan Lundström
- Siim Luts

## M
- Thomas Magnusson
- Feliciano Magro
- Gösta Malm
- Tomas Malm
- Tomas Månsson
- Slobodan Marović
- Örjan Martinsson
- Brian McDermott
- Caio Mendes
- Christopher Meneses
- Guðmundur Mete
- Djordje Mrdjanin
- Russell Mwafulirwa

## N
- David Nilsson
- Sören Nilsson
- Mika Niskala
- Krister Norblad
- Gösta Nordahl
- Gunnar Nordahl
- Knut Nordahl
- David Nordbeck
- Olle Nordin
- Björn Nordqvist
- Bengt Nyholm
- Christoffer Nyman
- Holger Nyman

## O
- Jan Ohlsson
- Pär-Olof Ohlsson
- Thor Olsen
- Thomas Olsson
- Simon Omekanda
- Mattias Östberg
- Alexander Östlund

## P
- George Parris
- Sven Persson
- Håkan Pettersson
- Nils Pettersson
- Stefan Pettersson
- Stig Pettersson
- Igor Ponomarev
- Roland Pressfeldt

## R
- Balázs Rabóczki
- Petru Racu
- Gunnar Ragnar
- Tobias Rickhammer
- Olle Ringdahl
- Jonny Rödlund
- Viktor Rönneklev
- Hans Rosander
- Birger Rosengren
- Mikael Roth

## S
- Klebér Saarenpää
- Emanuel Samuelsson
- Magnus Samuelsson
- Herbert Sandin
- Patrick Sandström
- Bruno Santos
- Jani Sarajärvi
- Ken Sema
- Edvard Setterberg
- Sasa Sjanic
- Viktor Sjöberg
- Edvard Skagestad
- Morten Skjønsberg
- Martin Smedberg
- Joe Spiteri
- Richard Spong
- Robert Steiner
- Bo Stenqvist
- Mikael Ström
- Antti Sumiala
- Stig Sundqvist
- Kim Suominen
- Henrik Svedberg
- Ivar Svensson
- Jan Svensson
- Patrik Svensson
- Roland Svensson

## T
- Aziz Tafer
- Joonas Tamm
- Armin Tanković
- Muamer Tanković
- Christopher Telo
- Stefán Thórðarson
- Thórður Thórðarson
- Hamilton Thorp
- Gunnar Thorvaldsson
- Nikola Tkalčić
- Markus Törnvall
- Arnór Ingvi Traustason

## V
- Sulo Vaattovaara
- Ivo Vazgeč

## W
- Linus Wahlqvist
- Jonas Wallerstedt
- Lennart Weidenstolpe
- Benny Wendt
- Niklas Westberg
- Anders Whass
- Lennart Wigren
- David Wiklander
- Anders Wikström
- Timmy Wilhelmsson